# Gerador elétrico

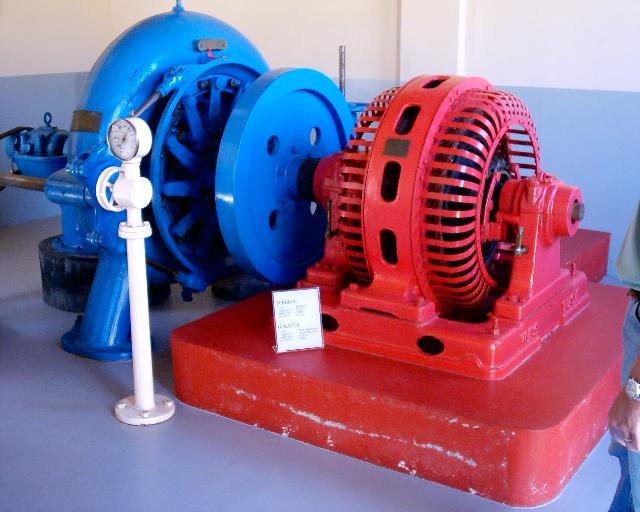
Turbina Francis da Voith (azul) acoplada a gerador Westinghouse de 117,6 kW (vermelho).

Um gerador elétrico é um dispositivo utilizado para a conversão da energia mecânica, química, ou outra forma de energia em energia elétrica.

## Características
O tipo mais comum de gerador elétrico, o dínamo, depende da indução eletromagnética para converter energia mecânica em energia elétrica. A lei básica de indução eletromagnética é baseada na Lei de Faraday de indução combinada com a Lei de Ampére que são matematicamente expressas pela 3º e 4º equações de Maxwell respectivamente.
O dínamo funciona convertendo a energia mecânica contida na rotação do seu eixo, que faz com que a intensidade de um campo magnético, produzido por um imã permanente que atravessa um conjunto de enrolamentos, varie no tempo, o que, pela Lei da indução de Faraday, leva a indução de tensões em seus terminais.
A energia mecânica (muitas vezes proveniente de uma turbina hidráulica, a gás ou a vapor) é utilizada para fazer girar o rotor, o qual induz uma tensão nos terminais dos enrolamentos que, ao serem conectados a cargas, levam à circulação de correntes elétricas pelos enrolamentos e pela carga.
No caso de um gerador que fornece uma corrente contínua, um interruptor mecânico ou anel comutador alterna o sentido da corrente de forma que a mesma permaneça unidirecional independente do sentido da posição da força eletromotriz induzida pelo campo. Os grandes geradores das Usina elétrica fornecem corrente alternada e utilizam turbinas hidráulicas e geradores síncronos.

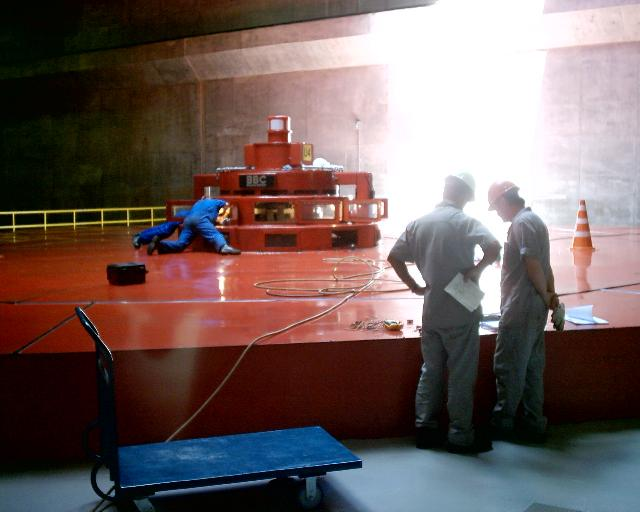
A imagem mostra o topo de um gerador síncrono de usina hidrelétrica sob manutenção.

Há muitos outros tipos de geradores elétricos. Geradores eletrostáticos como a máquina de Wimshurst, e em uma escala maior, os geradores de van de Graaff, são principalmente utilizados em trabalhos especializados que exigem tensões muito altas, mas com uma baixa corrente e potências não muito elevadas. Isso se deve pelo fato de nesses tipos de gerador, a densidade volumétrica de energia não é pequena, ou seja, para que se tenha uma grande quantidade de energia sendo convertida é necessário um grande volume por parte da estrutura do gerador.
O mesmo não ocorre nos geradores que operam baseados em princípios eletromagnéticos pois os mesmos permitem uma concentração volumétrica de energia bem maior.
Um dos exemplos de aplicação é no fornecimento de energia para os aceleradores de partículas.

## História
O gerador elétrico foi inventado em 1866 por Werner von Siemens, co-fundador da Siemens AG.

## Tipos
Energia mecânica em elétrica
- Gerador Síncrono
- Gerador de indução ou Gerador Assíncrono
- Gerador de Corrente contínua
- Motores elétricos desempenham a função inversa, ou seja, convertem energia elétrica em energia mecânica e construtivamente são semelhantes aos geradores, pois se baseiam no mesmo princípio de conversão.

Energia elétrica em energia mecânica
- Motor Síncrono
- Motor de indução ou Motor Assíncrono
- Motor de corrente contínua

Energia química em elétrica
- Geradores de célula à combustível ou célula de combustível
- Pilhas

Energia luminosa do sol em elétrica
- Geradores fotovoltaicos